# Антуриум лазающий
Анту́риум ла́зающий (лат. Anthúrium scandens) — многолетнее травянистое вечнозелёное растение, вид рода Антуриум (Anthurium) семейства Ароидные, или Аронниковые (Araceae).
Антуриум лазающий отличается более-менее лазающей жизненной формой, удлинёнными междоузлиями с обычно не опадающими катафиллами, обычно продолговато-овальными желёзисто-опушёнными листьями, дважды отогнутыми зелёными овальными покрывалами, цилиндрическими обычно бледно-зелёными початками и от бледно-лавандовых до почти белых ягодами.

## Ботаническое описание
Эпифиты.

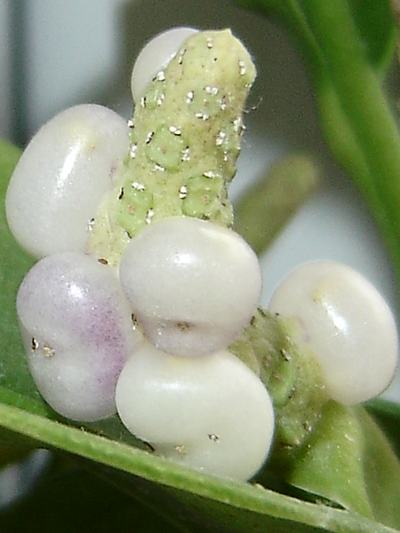
Соплодие

Стебель длинный, около 1 м длиной. Корни многочисленные, вдоль всего стебля, около 3 мм в диаметре, серо-зелёные.
Катафиллы 3—6 см длиной, в высушенном виде коричневые, сохраняются в виде сетки волокон.

### Листья
Листья распластанные. Черешки остро-желобчатые, закруглённые у вершины, 2—8,5 см длиной, 2—3 мм в диаметре. Сосудики 2—3 мм длиной, почти незаметные. Листовые пластинки овально- или ланцетовидно-эллиптические, умеренно толстые, (3,5)6—13 см длиной, (1,5)2—5 см шириной, на вершине коротко-заострённые, от острых до закруглённых в основании; сверху полуглянцевые, снизу с заметными коричневыми желёзками. Центральная жилка остро-выпуклая, уменьшенная и утопленная снизу в верхушечной половине пластинки, в нижней —  выпуклая. Вторичные жилки по 3—10 с каждой стороны (иногда больше), отклонённые под углом 35—40° от центральной жилки, сверху слабо утопленные, снизу почти незаметные. Общая жилка, являющаяся результатом соединения вторичных, тянется прямо к вершине в 3—5 мм от края.

### Соцветие и цветки
Соцветие от вертикального до свешивающегося, короче листьев. Цветоножка 1,5—6,5 см длиной, 1—1,3 мм в диаметре, равна или больше черешков. Покрывало бледно-зелёное, от овального до узко-овального, 8—16 мм длиной, 4 мм шириной, дважды отогнутое в период цветения, быстро заострённое к вершине. Початок жёлто-зелёный, иногда становящийся лавандовым, 1,3—2 см длиной, 2—3 мм в диаметре в средней части. Цветки ромбические, 2—4 мм в длину и ширину, стороны от прямых до сигмоидальных; по 2—3 цветка видимы в обоих спиралях. Чашелистики полуглянцевые, боковые примерно 1,2 мм шириной, внутренние края слабо вогнутые. Пестик зеленовато-белый, едва видимый, рыльце кистеподобное, примерно 0,2 мм длиной. Тычинки появляются быстро и в полном комплекте из основания на краю чашелистиков, под углом к пестику; пыльники белые, овальные, несколько разветвлённые; пыльца белая.

### Плоды
Соплодие распластанное, покрывало сохраняется при соплодии; початок 2,5—3,5 см длиной, до 7 мм в диаметре. Ягоды обычно от бледно-фиолетовых до почти белых, иногда пурпуровые, яйцевидные, округлённые на вершине, 5—8 мм шириной. Семена в числе 1—2 в каждом гнезде, светло-жёлтые, яйцевидные, около 2 мм длиной, 1 мм шириной.

### Похожие виды
Антуриум лазающий близко связан с Anthurium trinerve, с которым его путали длительное время. Наиболее легко их отличить по покрывалу. У антуриума лазающего покрывало дважды согнуто в период цветения, в то время как у Anthurium trinerve оно постоянно вертикально, даже после цветения.

## Распространение
Встречается в Мексике, Белизе, Сальвадоре, Коста-Рике, Гватемале, Гондурасе, Никарагуа, Панаме, на Больших Антильских островах (Куба, Гаити, Ямайка, Пуэрто-Рико), Малых Антильских островах (Тринидад и Тобаго, Антигуа и Барбуда, Гваделупа), в Венесуэле, Французской Гвиане, Гвиане, Суринаме, Боливии, Колумбии, Эквадоре, Перу, Южной Бразилии.
Растёт во влажных тропических горных и предгорных лесах, до 2700 м над уровнем моря. Это самый распространённый вид семейства ароидных в Новом Свете и наиболее экологически многообразный.

## Классификация
Антуриум лазающий входит в секцию Tetraspermium.

### Подвиды
В пределах вида выделяются два подвида:
- Anthurium scandens subsp. pusillum Sheffer — Коста-Рика, Гондурас, Никарагуа, Панама, Венесуэла, Боливия, Колумбия
- Anthurium scandens subsp. scandens — Мексика, Белиз, Коста-Рика, Гондурас, Никарагуа, Панама, Куба, Венесуэла, Боливия, Колумбия, Перу, Бразилия

## Практическое использование
Довольно распространённое комнатное растение, также выращивается в оранжереях. В помещениях используется для вертикального озеленения.